# Jeep Recon
Jeep Recon — электромобиль, производимый американской компанией Chrysler (отделение Jeep).

## Описание
Автомобиль Jeep Recon впервые был представлен в сентябре 2022 года на фотографиях. При разработке модели был учтён опыт Jeep Wrangler.
Модель базируется на платформе STLA с независимой подвеской. Производство планируется в 2024 году в США.
Ожидается, что автомобиль будет оснащён электроникой Selec-Terrain и межколёсными блокировками. В отличие от Jeep Wrangler, автомобиль оборудован цельнометаллической крышей и лобовым стеклом без возможности сдвига. На одной зарядке автомобиль способен проехать маршрут Rubicon Trail.